# Erannis golda
Erannis golda là một loài bướm đêm trong họ Geometridae.